# Ann Peebles
Ann Lee Peebles (Kinloch, 27 aprile 1947) è una cantante statunitense.
Ha inciso diversi singoli di successo, tra cui I Can't Stand the Rain, scritta con il marito Don Bryant e il conduttore radiofonico Bernie Miller,  e I'm Gonna Tear Your Playhouse Down.

## Biografia
Peebles è nata a Kinloch, nel Missouri, nel 1947 ed era la settima di undici figli. Da bambina iniziò a cantare nel coro della chiesa del padre e con il gruppo di famiglia Peebles Choir, che apriva regolarmente i concerti di celebrità del gospel tra cui Mahalia Jackson e i Soul Stirrers, di cui faceva parte Sam Cooke. Peebles fu influenzata da artisti R&B come Muddy Waters, Mary Wells e Aretha Franklin.
Iniziò a esibirsi nei club di St. Louis e a metà degli anni sessanta si unì a un teatro di rivista guidato dal direttore d'orchestra Oliver Sain. Durante una visita a Memphis nel 1968, cantò in un club con il trombettista Gene "Bowlegs" Miller, un direttore d'orchestra locale. Miller la presentò al produttore della Hi Records Willie Mitchell, che le offrì un contratto discografico.
Il suo primo disco Walk Away, scritto da Sain, raggiunse la classifica R&B nel 1969, così come il successivo, Give Me Some Credit. Nel 1969 pubblicò anche il primo album This Is Ann Peebles. Tutti i suoi primi dischi licenziati dalla Hi furono prodotti da Mitchell e in essi spiccava il caratteristico suono della Hi Rhythm Section e dei Memphis Horns. Nel 1970 il suo singolo Part Time Love, cover del successo del 1963 di Little Johnny Taylor, raggiunse la posizione numero 7 nella classifica R&B e il numero 45 nella classifica pop. La cantante iniziò anche una collaborazione con il cantautore dell'etichetta Hi Don Bryant, col quale si sposerà nel 1974. Una delle prime canzoni che Bryant scrisse per lei fu 99 Pounds nel 1971.
Ann Peebles continuò a pubblicare dei successi R&B nei primi anni settanta, tra cui I Pity the Fool, Slipped, Tripped and Fell in Love, Breaking Up Somebody's Home (che verrà portata al successo nel 1973 da Albert King e riproposta da Bette Midler), Somebody's on Your Case e I'm Gonna Tear Your Playhouse Down (resa famosa da Paul Young). La sua I Can't Stand the Rain, scritta da Peebles e Bryant con il DJ Bernard Miller, fu il suo più grande successo commerciale: riuscì infatti a piazzarsi alla posizione numero 6 della classifica R&B e la numero 38 nella classifica pop nel 1973.
Negli anni seguenti, Peebles continuerà a pubblicare album per la Hi e singoli entrati nella classifica R&B, ma nessuno di questi eguagliò la fortuna di I Can't Stand the Rain. Mitchell dichiarerà che Peebles «era la ragazza dalla potente voce che avrebbe potuto davvero andare oltre... Ma non credo che abbia dedicato abbastanza tempo a pensare a cosa avrebbe dovuto fare. Non credo che abbia voluto investire molte delle sue energie nella carriera di cantante come invece hanno fatto altre persone come lei.» Dopo la chiusura della Hi Records nel 1979 e con l'ascesa della disco music, Peebles si prese una pausa dall'industria musicale per trascorrere più tempo con la sua famiglia. Tornò nel 1989 con l'album Call Me, di nuovo prodotto da Willie Mitchell e pubblicato con la sua etichetta Waylo. Durante gli anni novanta, pubblicò album per la Bullseye Blues, una sussidiaria della Rounder Records. Continuerà a prendere parte a concerti ed esibirsi; nel 2006 pubblicò l'album Brand New Classics, contenente le ri-registrazioni di alcune delle sue canzoni in chiave acustica. Peebles collaborò anche insieme a Cyndi Lauper nella cover di Hambone Willie Newbern Rollin' and Tumblin', contenuta nell'undicesimo album in studio di Lauper Memphis Blues. 
Interruppe la sua carriera musicale dopo essere stata colpita da un ictus nel 2012.
Nel 2014 venne inserita nella Memphis Music Hall of Fame.

## Discografia parziale

### Album in studio
- 1969 – This Is Ann Peebles
- 1977 – If This Is Heaven
- 1978 – The Handwriting Is on the Wall
- 1989 – Call Me
- 1992 – Full Time Love
- 1996 – Fill This World with Love
- 2006 – Brand New Classics